# Mawig
Marcel Léon Wigniolle dit Mawig né le 16 mars 1893 à Douai et mort à Paris le 12 novembre 1972 est un médecin et peintre français du XXe siècle.

## Biographie

### Sa vie
Fils de médecin, Mawig naît en 1893 à Douai (Nord) où il passe son enfance en compagnie de ses six frères et sœurs. Par passion, il projette de faire carrière dans la peinture. Son père l’en dissuade et le pousse à embrasser une carrière médicale tout comme lui. Pendant ses études de médecine, il devient membre de la société photographique de Douai. 
Après ses études de médecine, il ouvre un cabinet à Douai et poursuit en parallèle ses activités artistiques exposant à plusieurs reprises sous le signe du caducée aux Salons des médecins,,. Il se marie et a deux enfants.
Il est enrôlé comme médecin militaire lors de la Première Guerre mondiale. En 1917, il est incarcéré dans les camps. Son statut lui permet de retourner auprès de sa famille, ce qu’il refuse pour ne pas quitter ses malades.
Lors de la Seconde Guerre mondiale, il est fait prisonnier de guerre en 1940 et perd partiellement l’audition. Au retour de la guerre, il monte à Paris où il réside une grande partie de sa vie jusqu’à son décès en 1972.
Il est d’un naturel réservé, voire très secret lorsqu’il s’enferme pour peindre.
Doué pour la photographie, il fait de très nombreux clichés en noir et blanc, principalement de son entourage. Il développe lui-même ses photos et en fait les agrandissements.

### Son parcours
Mawig se consacre très tôt à la peinture. À 17 ans, il réalise plusieurs portraits très aboutis au crayon. 
Il s’essaie au lavis et privilégie par la suite les huiles, bien que quelques gouaches soient à son actif. 
Son art évolue rapidement vers l’impressionnisme.
Il aime le vieux Paris, où il vit de nombreuses années rue Francœur. Le quartier de Montmartre fait partie des sujets principaux de Mawig, qui affectionne tout particulièrement le moulin de la Galette et la place du Tertre. Il réalise également plusieurs toiles de Venise qu’il a apprécié au cours de plusieurs voyages.
Mawig fréquente le milieu artistique et retrouve régulièrement ses amis au restaurant La Coupole à Paris. Il côtoie tout d’abord Rodin et la bonne Rose à la villa des Brillants, ainsi que le sculpteur Soudbinine.
Son entourage se compose également de plusieurs peintres, notamment son grand ami le peintre et décorateur suisse Adrien Holy et Elisée Maclet qu’il voyait rue Marcadet et avec qui il partage la passion de Montmartre.
Mawig s’associe un temps avec deux de ses frères pour fonder la Galerie de Courcelles à Paris afin de promouvoir la peinture moderne. Cette galerie fermera quelques années plus tard.
Il fait beaucoup de reproductions d’œuvres d’autres artistes mais aussi des créations. Son œuvre comporte quelque 400 peintures, qu’il ne cherche guère à commercialiser de son vivant et dont une partie sera vendue à l'Hôtel Drouot le 25 octobre 1972, soit moins d'un mois avant sa mort, survenue à Paris le 12 novembre 1972.

## Œuvres
- Le Moulin de la Galette [7], Paris.
- Montmartre enneigé : rue Girardon [8], Paris.